# Chariobas
Chariobas là một chi nhện trong họ Zodariidae.

## Các loài
Các loài trong chi này gồm:
- Chariobas armatissimus Caporiacco, 1947
- Chariobas cylindraceus Simon, 1893 *
- Chariobas decoratus Lawrence, 1952
- Chariobas lineatus Pocock, 1900
- Chariobas mamillatus Strand, 1909
- Chariobas navigator Strand, 1909
- Chariobas subtropicalis Lawrence, 1952